# Alte Schule Aschen

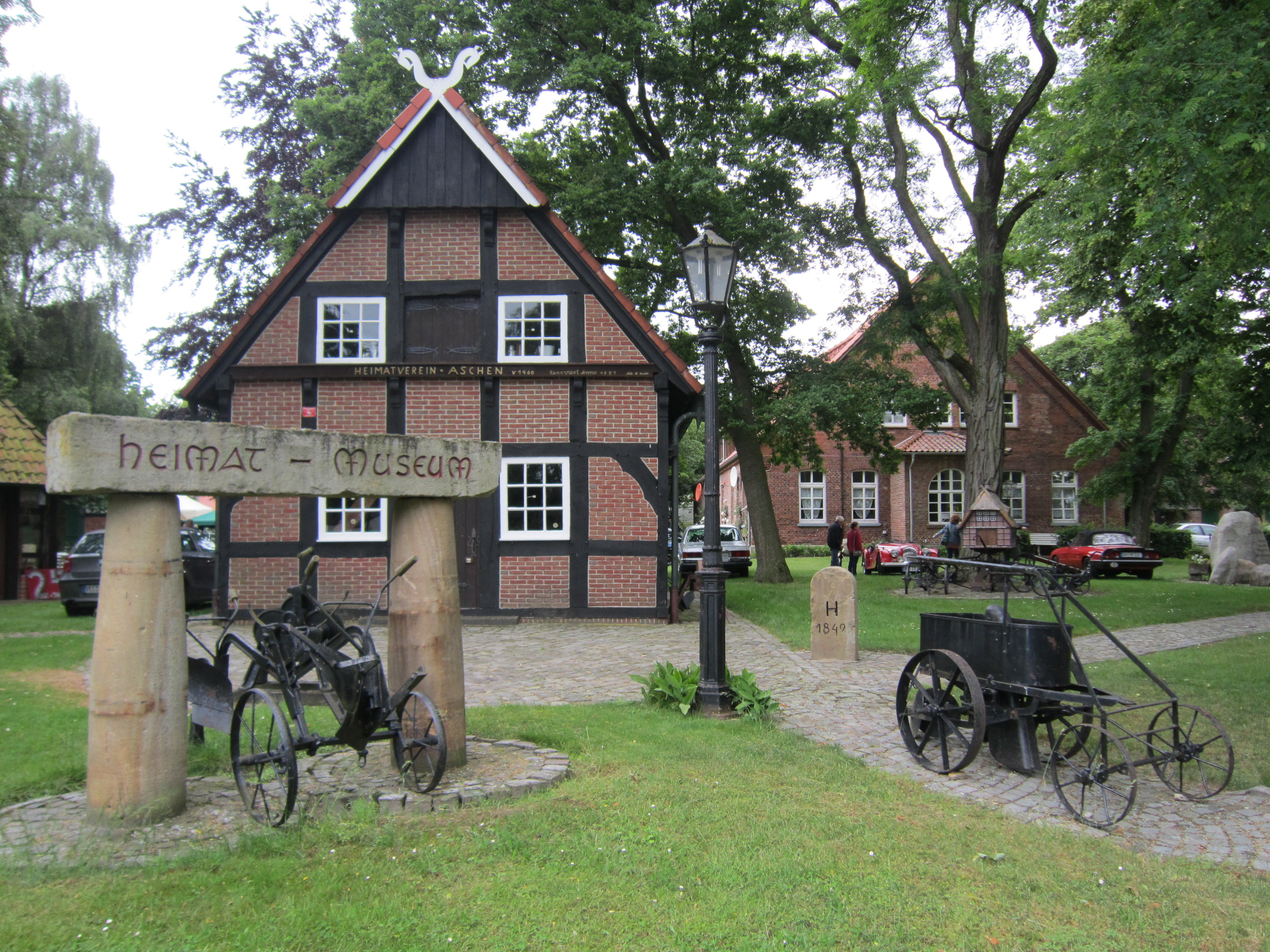
Rechts im Hintergrund: Das Alte Schulhaus

Die Alte Schule Aschen in Diepholz-Aschen, Schulweg 1, stammt aus dem 19. Jahrhundert und ist Hauptgebäude des Heimatmuseums Aschen. Aktuell (2023) wird es durch das Museum genutzt.
Das Gebäude steht unter Denkmalschutz (siehe auch Liste der Baudenkmale in Diepholz).

## Geschichte
Die eingeschossige giebelständige verklinkerte Dorfschule mit hohem Satteldach und Schleppdachgauben stammt vom Ende des 19. Jahrhunderts und wird seitlich erschlossen. Ein Nebengebäude der alten Schule steht nicht unter Denkmalschutz.
Das Museum stellt hier aus: Altes Klassenzimmer, Webstube, Wohnstube mit Schlafraum, ehem. Kartenzimmer mit Büchern, Landkarten und Uniformen, alter Krämerladen sowie altes Gerät. Es wird betrieben durch den Heimatverein Aschen von 1960.
2021–23 wurde das Haus saniert.
Das Landesdenkmalamt befand: „… geschichtliche Bedeutung … als eigenständige historische Dorfschule ….“
Die heutige Grundschule Aschen steht in der Aschener Straße 8.